# شارة موسيقية
البداية الموسيقية أو النهاية الموسيقية أو الثيم الموسيقي أو شارة البداية أو شارة النهاية (بالإنجليزية: Theme music) هو/هي قطعة موسيقية مكتوبة خصّيصًا للبرامج الإذاعية أو البرامج التلفازية أو ألعاب الفيديو أو الأفلام وغالبًا ما تشغل في مقدمة البرنامج أو نهاية البرنامج.